# Solvant polaire
Un solvant polaire est un solvant constitué de molécules présentant un moment dipolaire, telles que l'eau. Il est composé d'atomes avec des électronégativités différentes (la différence d'électronégativité doit être entre 0,4 et 1,7[réf. nécessaire]) faisant entre eux des liaisons polarisées. On divise en général ces solvants selon un second critère, la proticité, c'est-à-dire la capacité du solvant à libérer des ions H+ acides.
- Solvants polaires aprotiques : acétone, diméthylsulfoxyde (DMSO), acétonitrile, pyridine, etc.
- Solvants polaires protiques : eau, alcools (éthanol, méthanol), ammoniaque, etc.